# Ancylotrypa pretoriae
Ancylotrypa pretoriae är en spindelart som först beskrevs av Hewitt 1913.  Ancylotrypa pretoriae ingår i släktet Ancylotrypa och familjen Cyrtaucheniidae. Inga underarter finns listade i Catalogue of Life.